# 무기히토
무기히토(일본어: 麦人 むぎひと[*]/Mugihito, 1944년 8월 8일 ~ )는 일본의 남자 성우, 배우다. 본명은 테라다 마코토(일본어: 寺田 誠 てらだ まこと[*]/Makoto Terada)다. 키는 167cm에다가 몸무게는 79kg이다. 
무사시노시에서 태어났다.

## 애니메이션

### 1990년대
- 크레용 신짱 - 오오하라 시쥬로 (1997년)

### 2000년대
- 프레시 프리큐어! - 모모조노 겐키치 (2009년)

### 2010년대
- 다마고치! - 만년필치 (2012년)
- 심쿵! 프리큐어 - 요츠바 이치로 (2013년)

## 영화
- 우주전함 야마토 2202 사랑의 전사들 : 제3장 순애보 (2017년)
- 우주전함 야마토 2202 사랑의 전사들 : 제2장 발진편 (2017년)
- 우주전함 야마토 2199: 추억의 항해 (2014년)
- 극장판: 타이거 앤 버니 더 라이징 (2014년)
- 에반게리온: 파 (2009년)
- 루팡 3세 - 그린 대 레드 (2008년)
- 철인 28호 - 백주의 잔월 (2007년)
- 에반게리온: 서 (2007년) - 로렌즈 키엘 목소리 역
- 진 체인지 게타로보 세계 최후의 날 (1998년)
- 신세기 에반게리온 - 엔드 오브 에반게리온 (1997년)
- 신세기 에반게리온 (1995년)
- 이스 2 - 천공의 신전 (1992년) - 장로 목소리 역
- 자이언트 로봇 애니메이션 - 지구가 정지하는 날 (1991년) - 카와라자키 목소리 역
- 바람계곡의 나우시카 (1984년) - Mayor of Pejite 목소리 역
- 장갑기병 보톰즈 (1983년)
- 환마대전 (1983년)
- 하록 선장 - 내 청춘의 아르카디아 (1982년)
- 기동전사 건담 1 (1981년)
- 야마토여 영원히 (1980년)
- 우주전함 야마토 - 시리즈 3 (1980년)
- 땅의 무리 (1970년)

## 특촬
- 수리검전대 닌닌저 - 키바오니 겐게츠 (2015년)